# Leichtathletik-Weltmeisterschaften 2019/Weitsprung der Männer

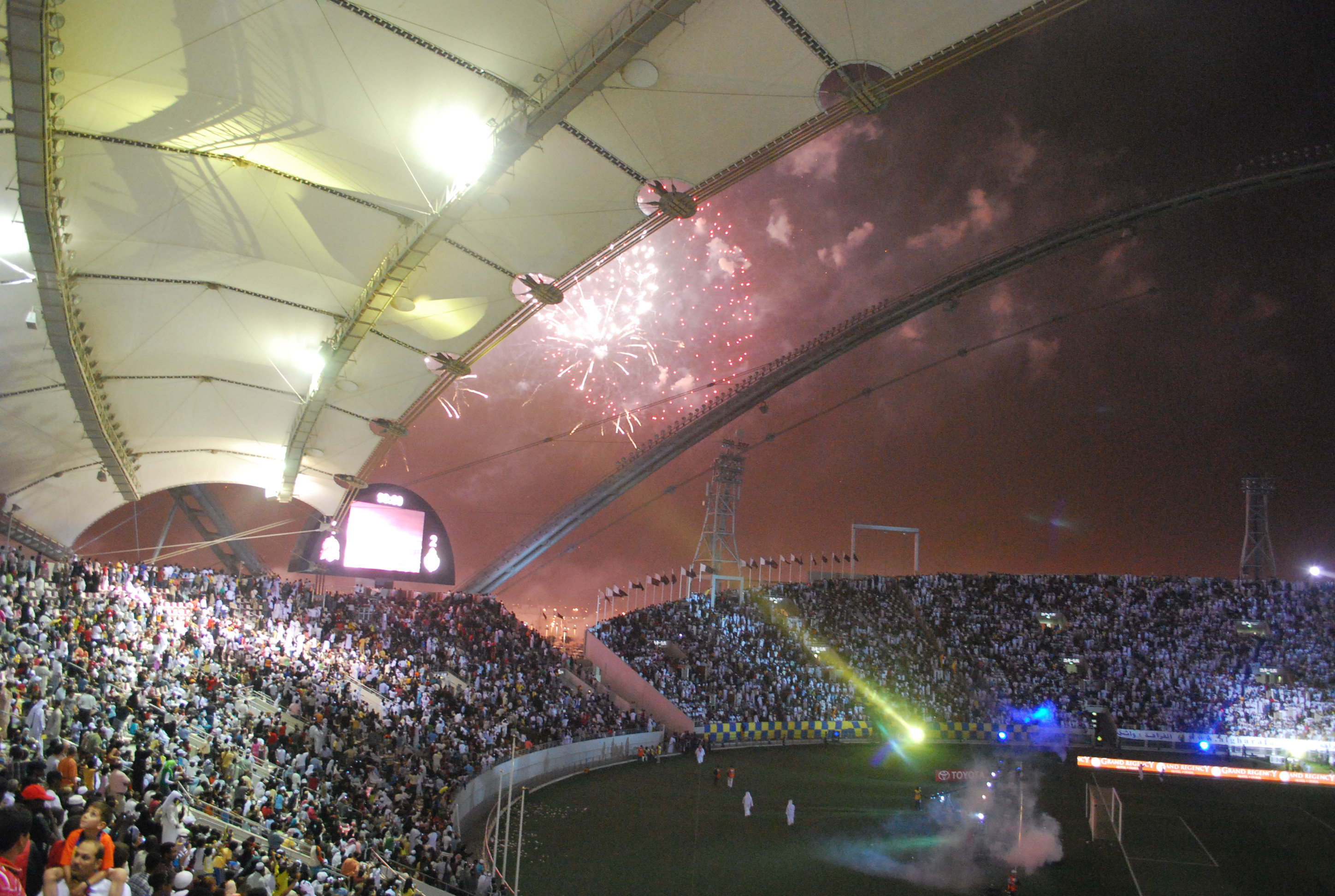
Das Khalifa International Stadium während des Emir Cups im Jahr 2009

Der Weitsprung der Männer bei den Leichtathletik-Weltmeisterschaften 2019 fand am 27. und 28. September 2019 im Khalifa International Stadium der katarischen Hauptstadt Doha statt.
27 Athleten aus 17 Ländern nahmen an dem Wettbewerb teil.
Die Goldmedaille gewann Tajay Gayle aus Jamaika mit 8,69 Metern. Silber ging mit 8,39 Metern an den aktuellen Olympiasieger Jeff Henderson aus den Vereinigten Staaten. Bronze gewann der Kubaner Juan Miguel Echevarría mit 8,34 Metern.

## Rekorde
Vor dem Wettbewerb gelten folgende Rekorde:
| Weltrekord               | Mike Powell | 8,95 m | Weltmeisterschaften in Tokio, Japan | 30. August 1991 |
| Weltmeisterschaftsrekord | Mike Powell | 8,95 m | Weltmeisterschaften in Tokio, Japan | 30. August 1991 |

Der bestehende WM-Rekord wurde bei diesen Weltmeisterschaften nicht eingestellt und nicht verbessert.
Mit seinem Siegsprung im Finale am 28. September von 8,69 m erzielte der jamaikanische Weltmeister Tajay Gayle eine neue Weltjahresbestleistung und gleichzeitig einen neuen Landesrekord.

## Windbedingungen
In den folgenden Ergebnisübersichten sind die Windbedingungen zu den einzelnen Sprüngen benannt. Der erlaubte Grenzwert liegt bei zwei Metern pro Sekunde. Bei stärkerer Windunterstützung wird die Weite für den Wettkampf gewertet, findet jedoch keinen Eingang in Rekord- und Bestenlisten.
Anmerkung zu den Windangaben:

Die Angaben differieren in den Quellen. Bei todor66.com auf der einen Seite finden sich dazu andere Zahlen als auf der anderen Seite bei worldathletics.org und leichtathletik.de. In den Ergebnisübersichten unten finden sich die offiziellen Angaben aus worldathletics.org und leichtathletik.de.

## Legende
Kurze Übersicht zur Bedeutung der Symbolik – so üblicherweise auch in sonstigen Veröffentlichungen verwendet:
| – | verzichtet |
| x | ungültig   |

## Qualifikation
27. September 2019, 16:30 Uhr Ortszeit (15:30 Uhr MESZ)
27 Teilnehmer traten in zwei Gruppen zur Qualifikationsrunde an. Die Qualifikationsweite für den direkten Finaleinzug betrug 8,15 m. Ein Athlet übertraf diese Marke (hellblau unterlegt). Das Finalfeld wurde mit den elf nächstplatzierten Sportlern auf zwölf Werfer aufgefüllt (hellgrün unterlegt). So reichten für die Finalteilnahme schließlich 7,89 m.

### Gruppe A

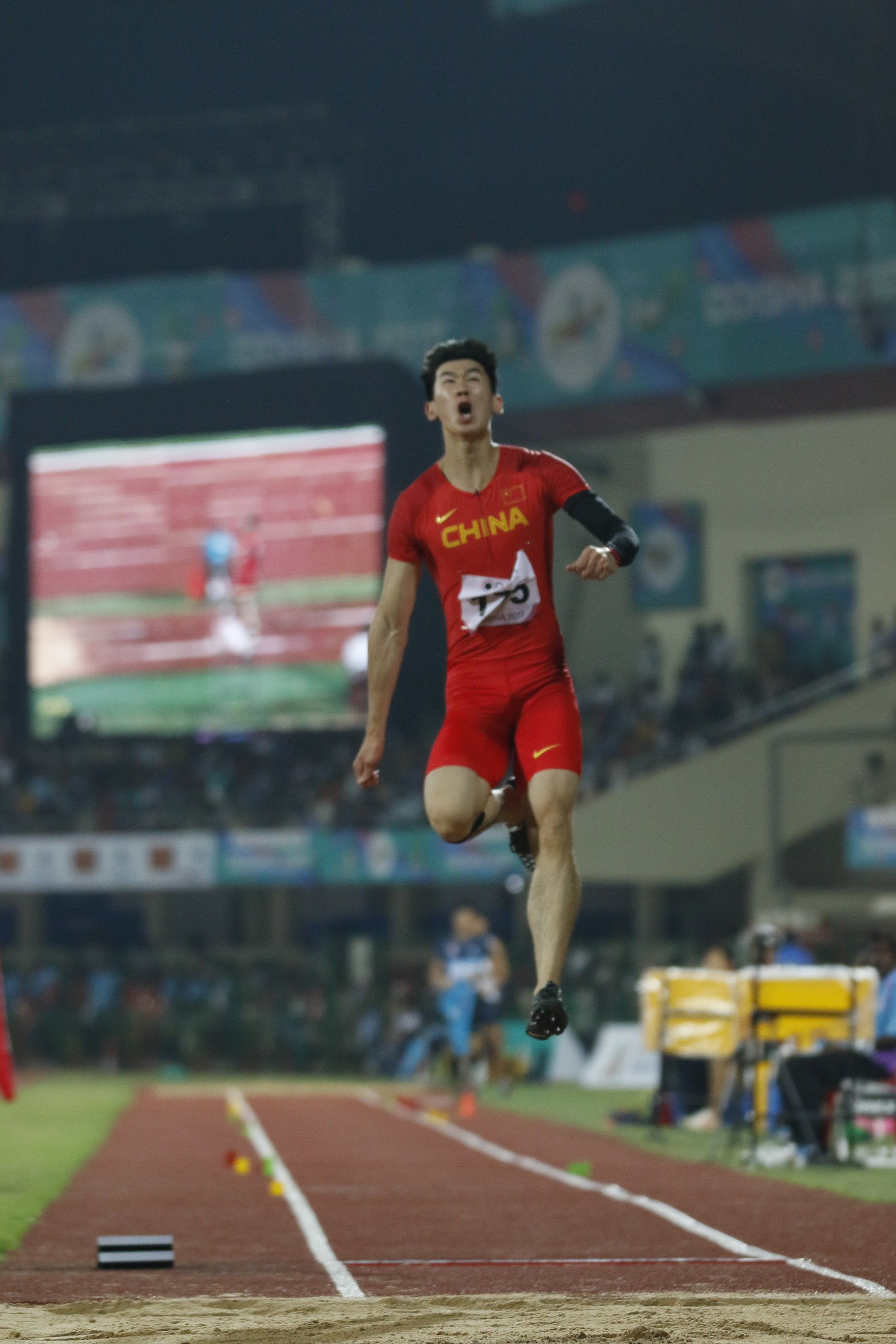
Huang Changzhou – ausgeschieden als Siebter mit 7,81 m

| Platz | Name                   | Nation              | 1. Versuch (m) Wind (m/s) | 2. Versuch (m) Wind (m/s) | 3. Versuch (m) Wind (m/s) | Resultat (m) |
| 1     | Juan Miguel Echevarría | Kuba                | 8,40 / −0,6               | –                         | –                         | 8,40         |
| 2     | Yūki Hashioka          | Japan               | 7,64 / −1,1               | 8,07 / −0,7               | –                         | 8,07         |
| 3     | Steffin McCarter       | USA                 | 7,84 / −1,1               | 8,04 / −0,8               | –                         | 8,04         |
| 4     | Miltiadis Tendoglou    | Griechenland        | 7,62 / −1,1               | 7,67 / −1,2               | 8,00 / −1,1               | 8,00         |
| 5     | Luvo Manyonga          | Südafrika           | 7,87 / −1,0               | 7,91 / −0,1               | 7,90 / +0,2               | 7,91         |
| 6     | Henry Frayne           | Australien          | x                         | 7,76 / −1,0               | 7,86 / −0,6               | 7,86         |
| 7     | Huang Changzhou        | Volksrepublik China | 7,81 / −0,5               | 7,72 / −1,2               | 7,68 / −0,9               | 7,81         |
| 8     | Andwuelle Wright       | Trinidad und Tobago | x                         | 7,76 / −1,3               | 7,76 / −1,1               | 7,76         |
| 9     | Héctor Santos          | Spanien             | 7,69 / −1,4               | 7,69 / −0,6               | 7,54 / −1,2               | 7,69         |
| 10    | Trumaine Jefferson     | USA                 | x                         | 7,5 / −1,0                | 7,63 / −1,0               | 7,63         |
| 11    | Emanuel Archibald      | Guyana              | 7,35 / −0,1               | 7,40 / −1,2               | 7,56 / −0,7               | 7,56         |
| 12    | Henry Smith            | Australien          | 7,37 / −0,2               | 7,48 / −0,9               | 7,50 / −1,1               | 7,50         |
| NM    | Lin Chia-hsing         | Chinesisch Taipeh   | x                         | x                         | x                         | ogV          |

### Gruppe B
| Platz | Name               | Nation              | 1. Versuch (m) Wind (m/s) | 2. Versuch (m) Wind (m/s) | 3. Versuch (m) Wind (m/s) | Resultat (m) |
| 1     | Jeff Henderson     | USA                 | 7,78 / −0,7               | 7,78 / −0,4               | 8,12 / −0,7               | 8,12         |
| 2     | Ruswahl Samaai     | Südafrika           | 6,49 / −0,4               | 7,93 / −0,7               | 8,01 / −0,2               | 8,01         |
| 3     | Eusebio Cáceres    | Spanien             | 7,79 / −0,4               | 8,01 / −1,3               | –                         | 8,01         |
| 4     | Shōtarō Shiroyama  | Japan               | 7,94 / −0,6               | 7,64 / +0,2               | x                         | 7,94         |
| 5     | Thobias Montler    | Schweden            | 7,92 / −0,3               | 7,84 / +0,5               | x                         | 7,92         |
| 6     | Wang Jianan        | Volksrepublik China | 7,73 / −0,6               | 7,89 / −0,6               | 7,81 / −0,5               | 7,89         |
| 7     | Tajay Gayle        | Jamaika             | 7,81 / −0,7               | x                         | 7,89 / −0,7               | 7,89         |
| 8     | Zhang Yaoguang     | Volksrepublik China | 7,82 / −0,6               | 7,77 / −0,2               | 7,64 / −0,4               | 7,82         |
| 9     | Darcy Roper        | Australien          | 7,76 / +0,2               | 7,82 / −0,2               | 7,73 / +0,9               | 7,82         |
| 10    | Hibiki Tsuha       | Japan               | 7,56 / −0,5               | 7,56 / −0,2               | 7,72 / −0,1               | 7,72         |
| 11    | Emiliano Lasa      | Uruguay             | 7,64 / −0,1               | 7,61 / −0,4               | 7,66 / +0,2               | 7,66         |
| 12    | Sreeshankar Murali | Indien              | 7,52 / −0,4               | 7,62 / −0,7               | x                         | 7,62         |
| 13    | Tyrone Smith       | Bermuda             | 7,45 / −0,7               | 7,40 / −0,4               | 7,49 / −1,0               | 7,49         |
| 14    | Yahya Berrabah     | Marokko             | x                         | 7,37 / −0,4               | 7,29 / −0,6               | 7,37         |

In Qualifikationsgruppe B ausgeschiedene Weitspringer:

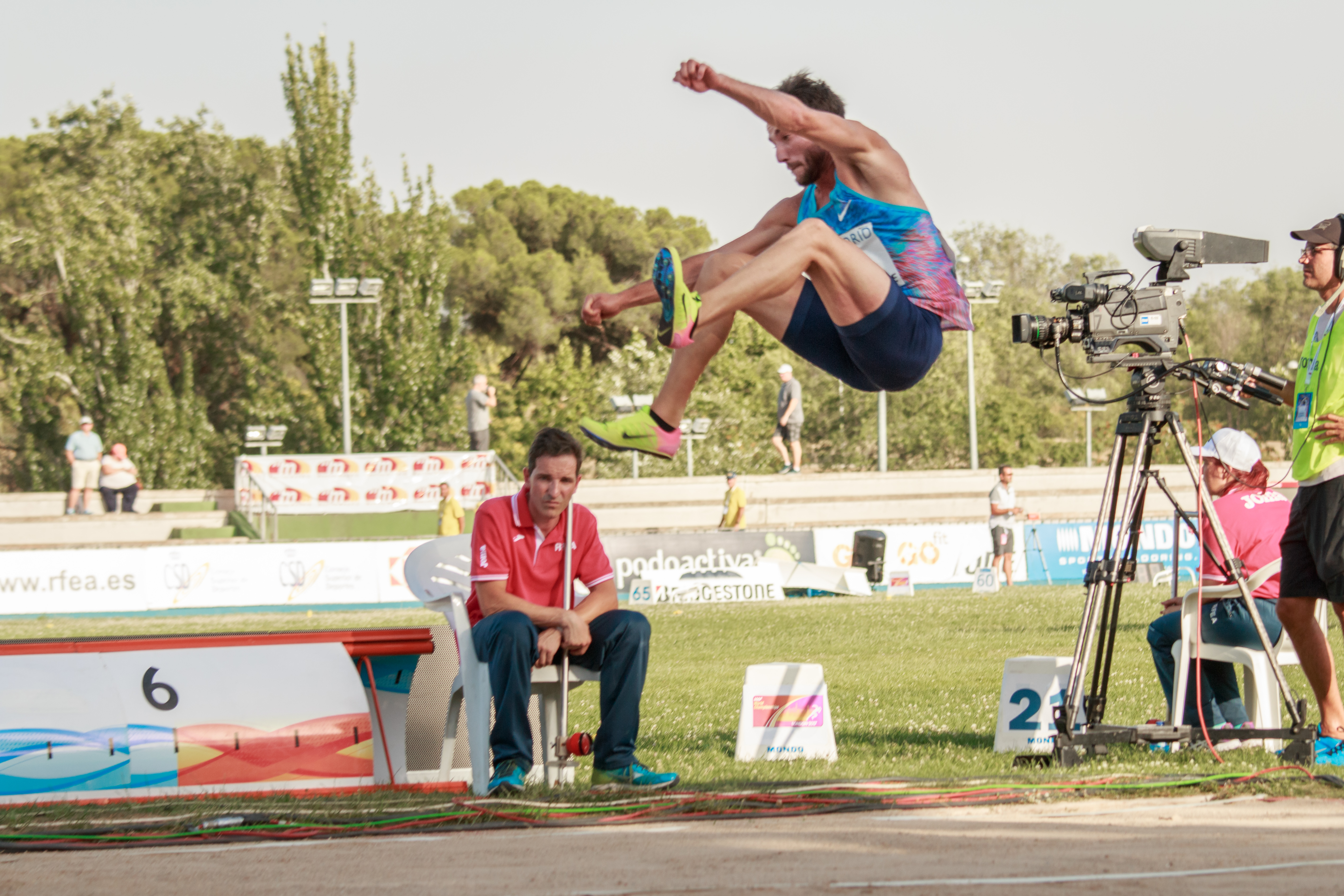
Emiliano Lasa Rang elf mit 7,64 m
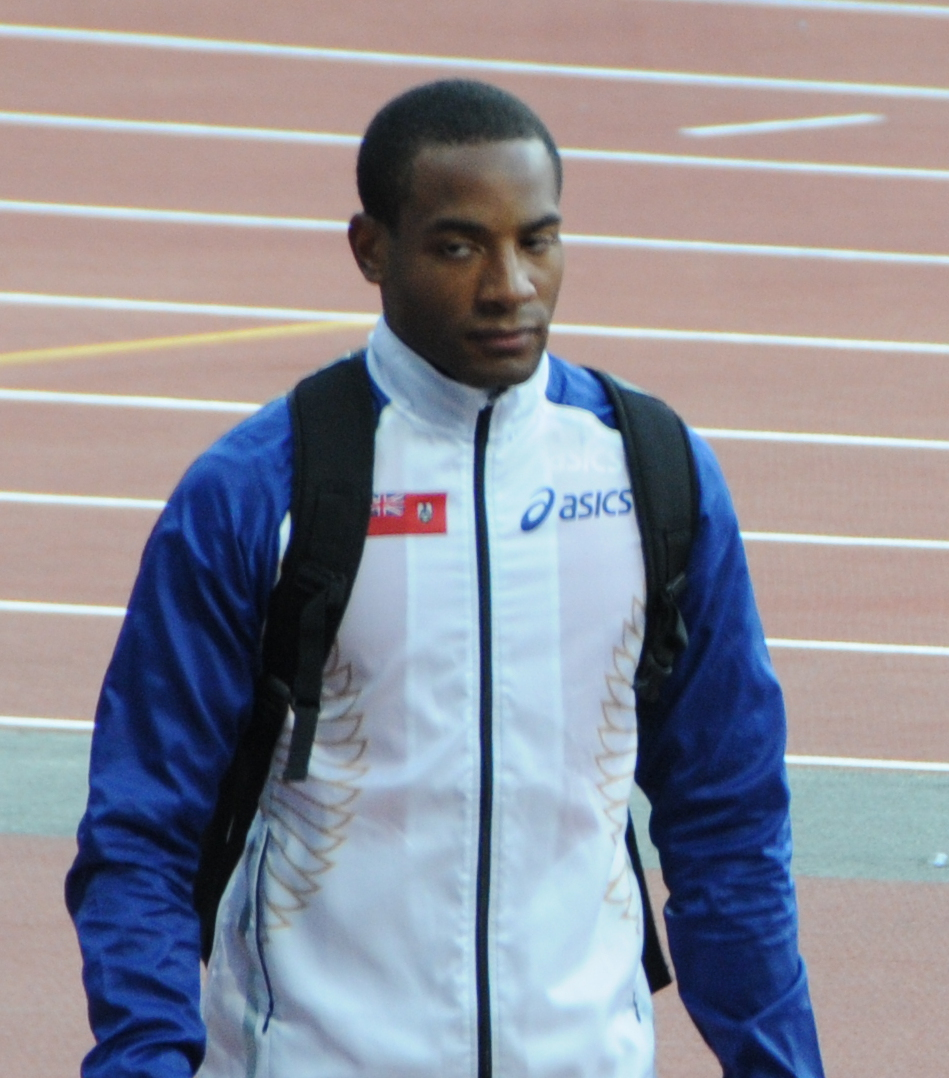
Tyrone Smith Rang dreizehn mit 7,49 m
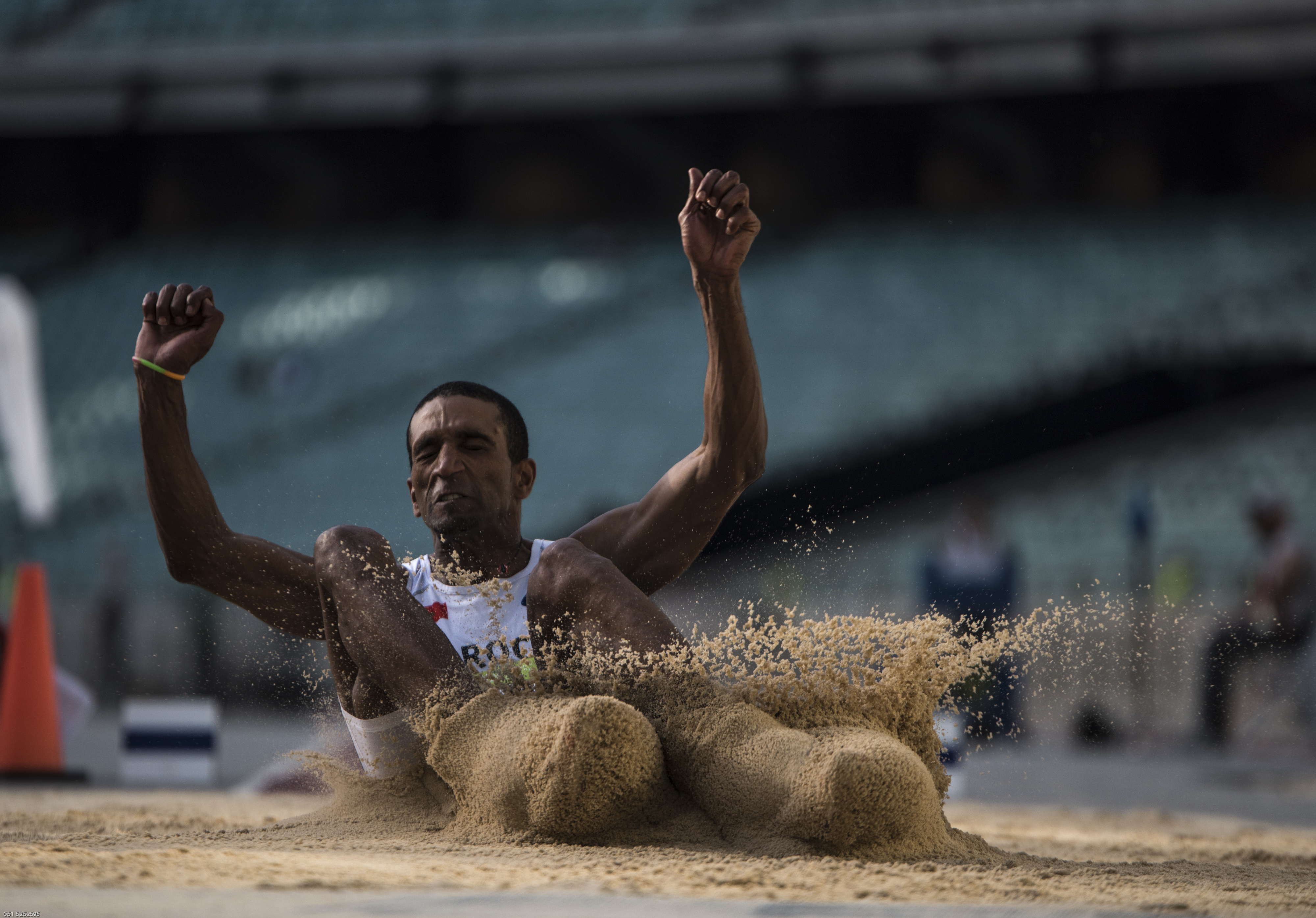
Yahya Berrabah Rang vierzehn mit 7,37 m

## Finale
28. September 2019, 20:40 Uhr Ortszeit (19:40 Uhr MESZ)
| Platz | Name                   | Nation              | 1. Versuch (m) Wind (m/s) | 2. Versuch (m) Wind (m/s) | 3. Versuch (m) Wind (m/s) | 4. Versuch (m) Wind (m/s)                | 5. Versuch (m) Wind (m/s)                | 6. Versuch (m) Wind (m/s)                | Resultat (m) |
|       | Tajay Gayle            | Jamaika             | 8,46 / −0,3               | x                         | x                         | 8,69 / +0,5                              | –                                        | –                                        | 8,69 WL/NR   |
|       | Jeff Henderson         | USA                 | 8,28 / −0,1               | 8,18 / −0,1               | 8,39 / −0,1               | 7,03 / +0,4                              | 8,13 / −0,4                              | 8,17 / −0,3                              | 8,39 SB      |
|       | Juan Miguel Echevarría | Kuba                | 8,25 / ±0,0               | 8,14 / −0,3               | 8,34 / +0,1               | 8,30 / +0,5                              | 7,91 / −0,3                              | x                                        | 8,34         |
| 4     | Luvo Manyonga          | Südafrika           | 8,16 / −0,2               | 8,05 / ±0,0               | 8,18 / ±0,0               | 8,10 / ±0,0                              | 8,14 / −0,1                              | 8,28 / −0,1                              | 8,28         |
| 5     | Ruswahl Samaai         | Südafrika           | 8,11 / ±0,0               | 8,15 / −0,1               | 8,23 / −0,3               | x                                        | x                                        | 8,06 / +0,3                              | 8,23 SB      |
| 6     | Wang Jianan            | Volksrepublik China | x                         | 7,89 / −0,3               | 8,05 / −0,1               | x                                        | x                                        | 8,20 / +0,3                              | 8,20 SB      |
| 7     | Eusebio Cáceres        | Spanien             | 8,01 / −0,4               | 6,31 / −0,3               | x                         | x                                        | 7,95 / −0,1                              | x                                        | 8,01         |
| 8     | Yūki Hashioka          | Japan               | 7,88 / −0,1               | 7,89 / +0,2               | 7,97 / −0,2               | 7,82 / −0,1                              | x                                        | 7,70 / +0,2                              | 7,97         |
| 9     | Thobias Montler        | Schweden            | 7,88 / ±0,0               | x                         | 7,96 / ±0,0               | nicht im Finale der besten acht Springer | nicht im Finale der besten acht Springer | nicht im Finale der besten acht Springer | 7,96         |
| 10    | Miltiadis Tendoglou    | Griechenland        | 7,77 / −0,1               | x                         | 7,96 / −0,2               | nicht im Finale der besten acht Springer | nicht im Finale der besten acht Springer | nicht im Finale der besten acht Springer | 7,96         |
| 11    | Shōtarō Shiroyama      | Japan               | 7,77 / +0,2               | 7,61 / −0,3               | 7,61 / +0,5               | nicht im Finale der besten acht Springer | nicht im Finale der besten acht Springer | nicht im Finale der besten acht Springer | 7,77         |
| NM    | Steffin McCarter       | USA                 | x                         | x                         | x                         | nicht im Finale der besten acht Springer | nicht im Finale der besten acht Springer | nicht im Finale der besten acht Springer | ogV          |

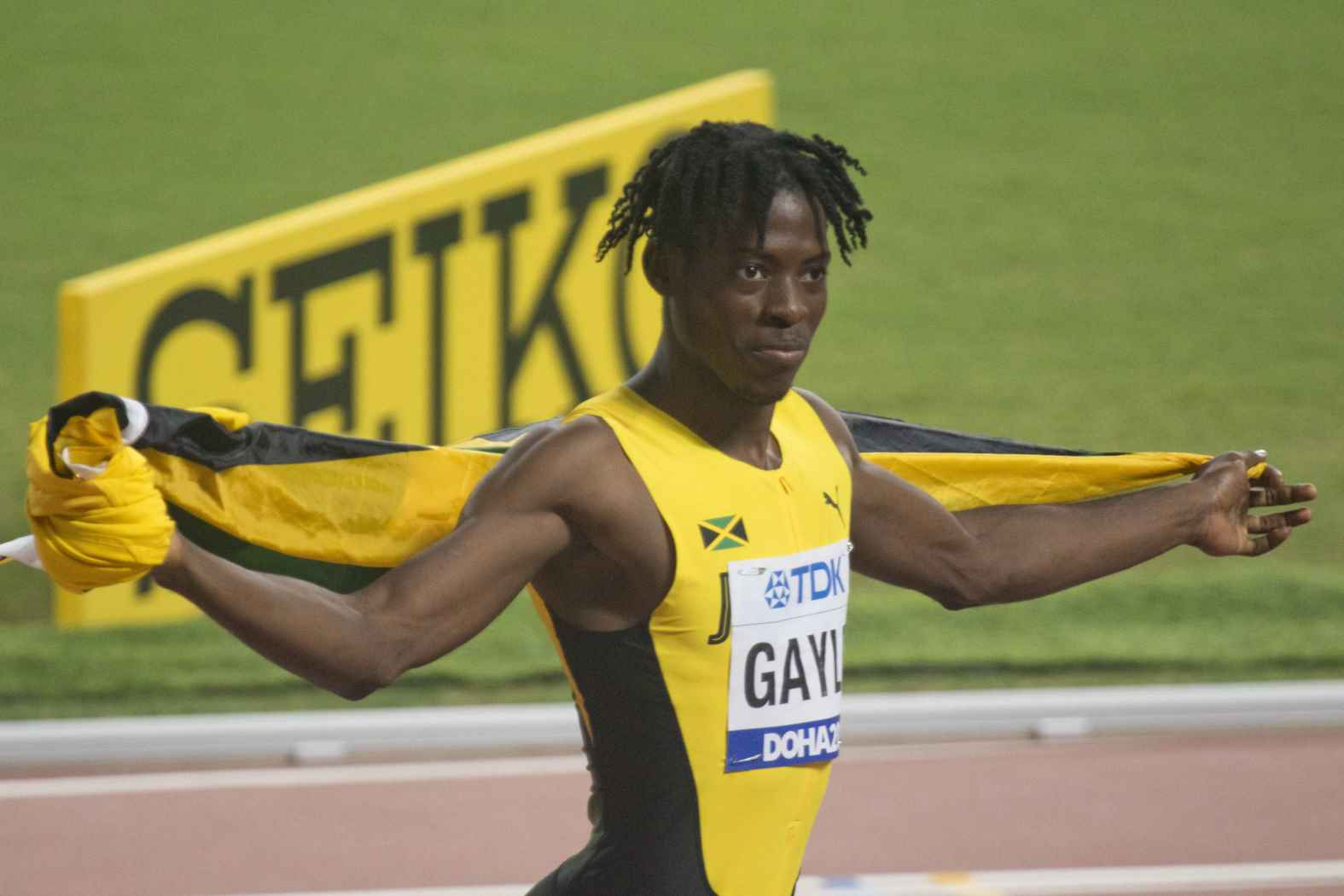
Weltmeister mit Weltjahresbestleistung und jamaikanischem Landesrekord: Tajay Gayle
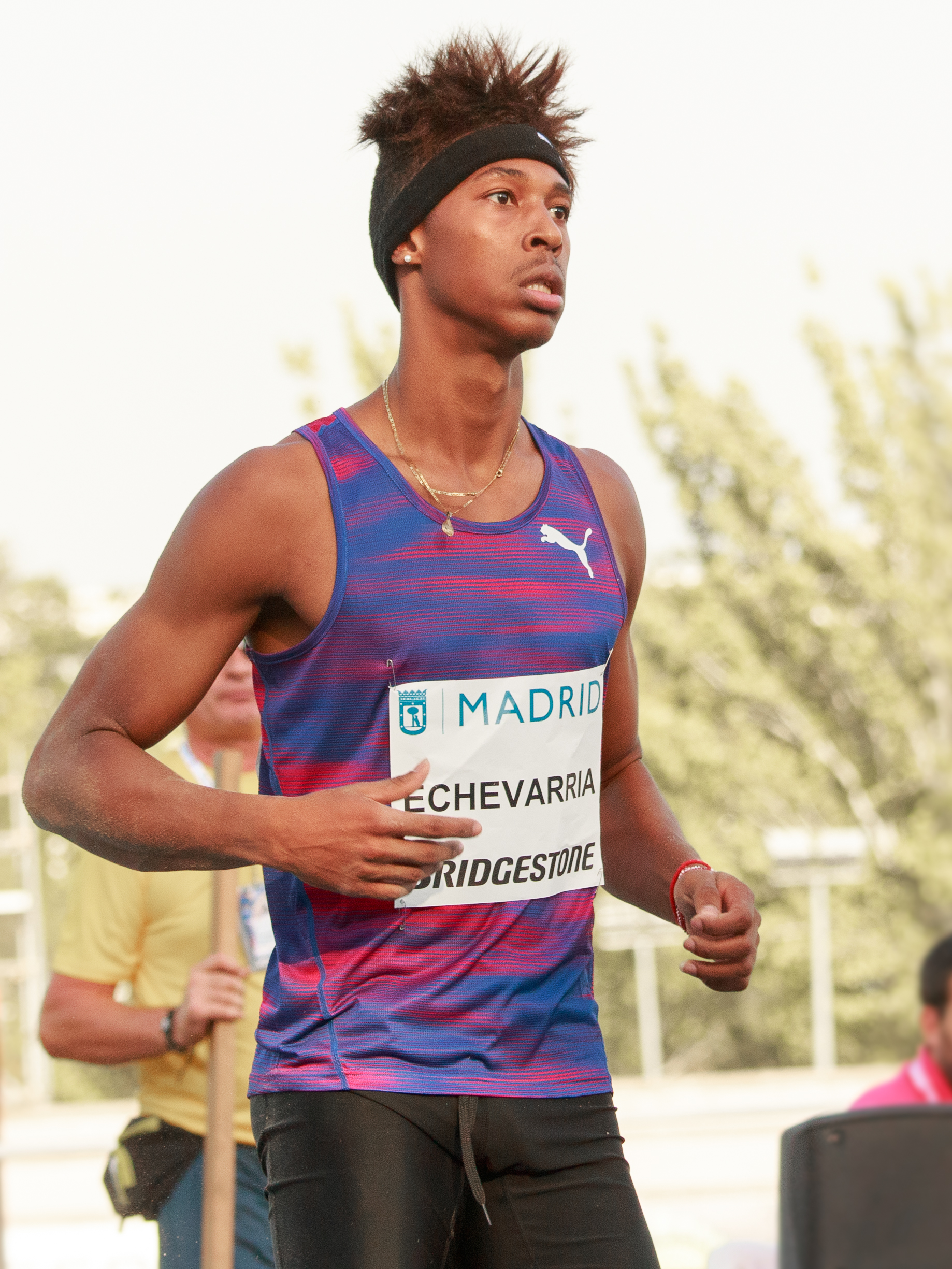
Bronzemedaillengewinner Juan Miguel Echevarría

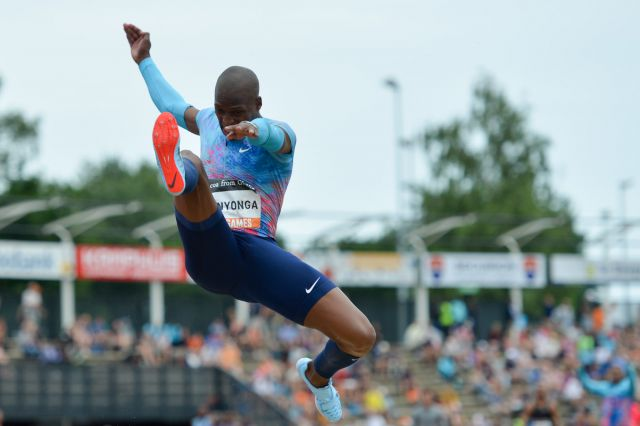
Der viertplatzierte Luvo Manyonga
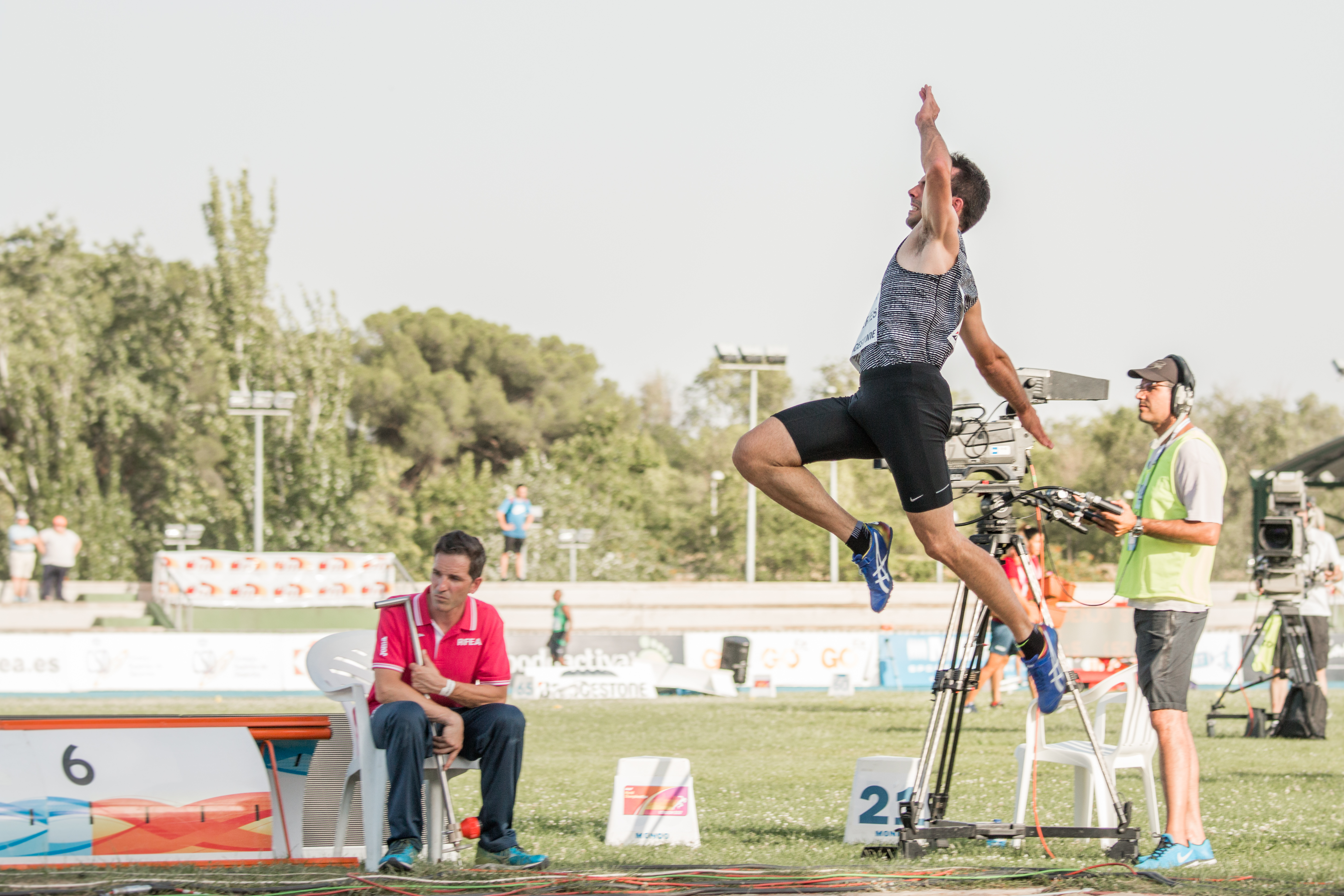
Eusebio Cáceres belegte Rang sieben
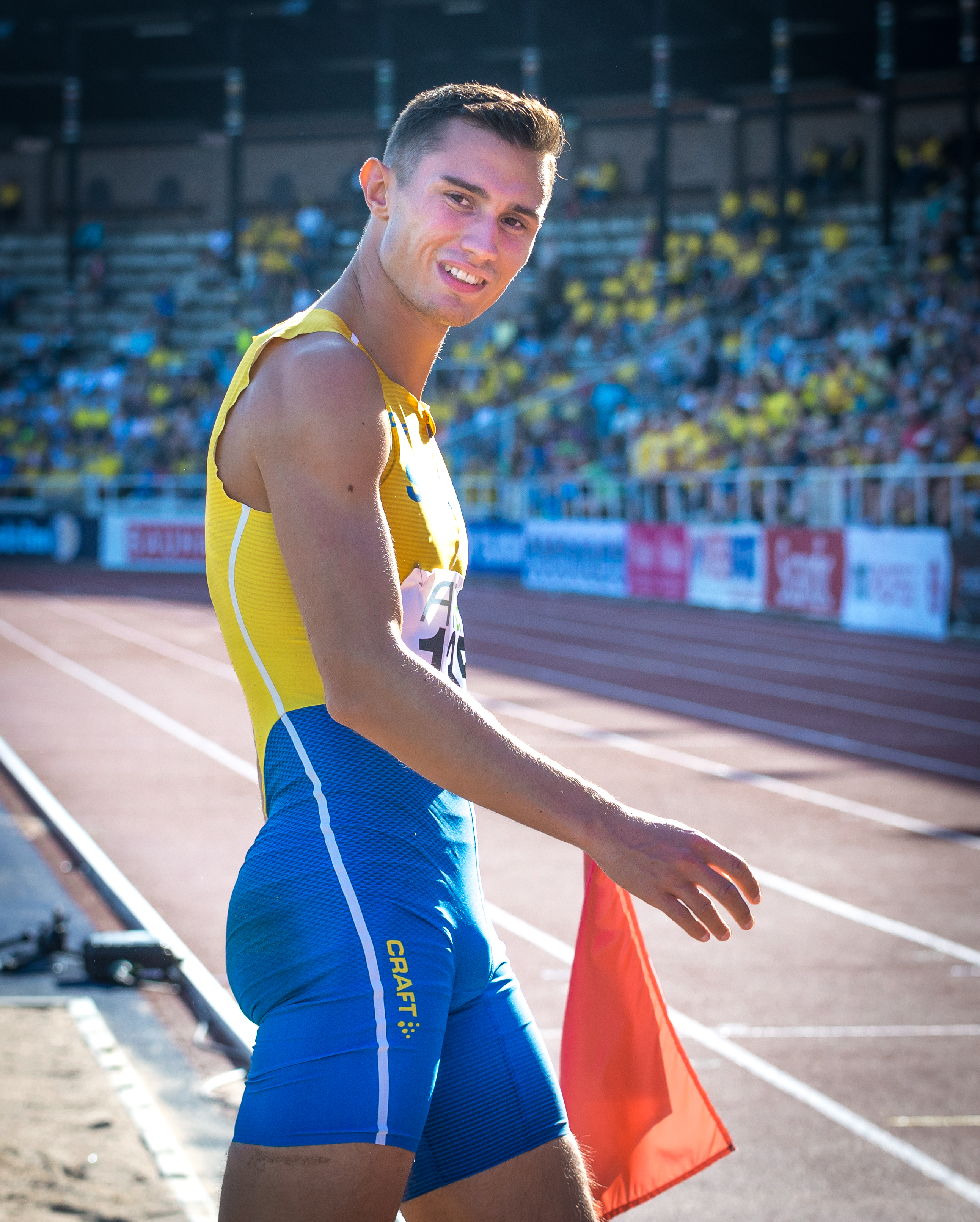
Thobias Montler kam auf den neunten Platz

## Video
- Men's Long Jump Final | World Athletics Championships Doha 2019, youtube.com, abgerufen am 17. März 2021